# Нафталан
Нафталан (азерб. Naftalan) — місто республіканського підпорядкування в Азербайджані. Розташоване за 360 км від Баку і за 48 км на південний схід від другого за величиною міста країни — Гянджі, на берегах річки Нафталан, за 18 км на південь від залізничної станції Герань. У місті видобувається лікувальна нафта — нафталана.

## Географія
Місто розташоване в передгір'ях північно-східного схилу Малого Кавказу, на берегах річки Нафталан. Літо жарке (середня температура липня + 26 °С), зима м'яка (середня температура січня -2 °С); опадів 250 мм за рік.

## Історія
Основи лабораторного дослідження властивостей нафти і корисних копалин Нафталана були закладені в 1926 році. З цього ж року в зоні родовища почав функціонувати спеціалізований курорт «Нафталан». У 1936 році при НДІ курортології в місті Баку була створена лабораторія для експериментів з вивчення біологічної дії нафталана.
У 1967 році селище Нафталан отримало статус міста.
Починаючи з 1982 року місто перетворилося на місце для санаторно-курортного відпочинку.
На території Нафталана функціонує декілька готелів і санаторіїв.

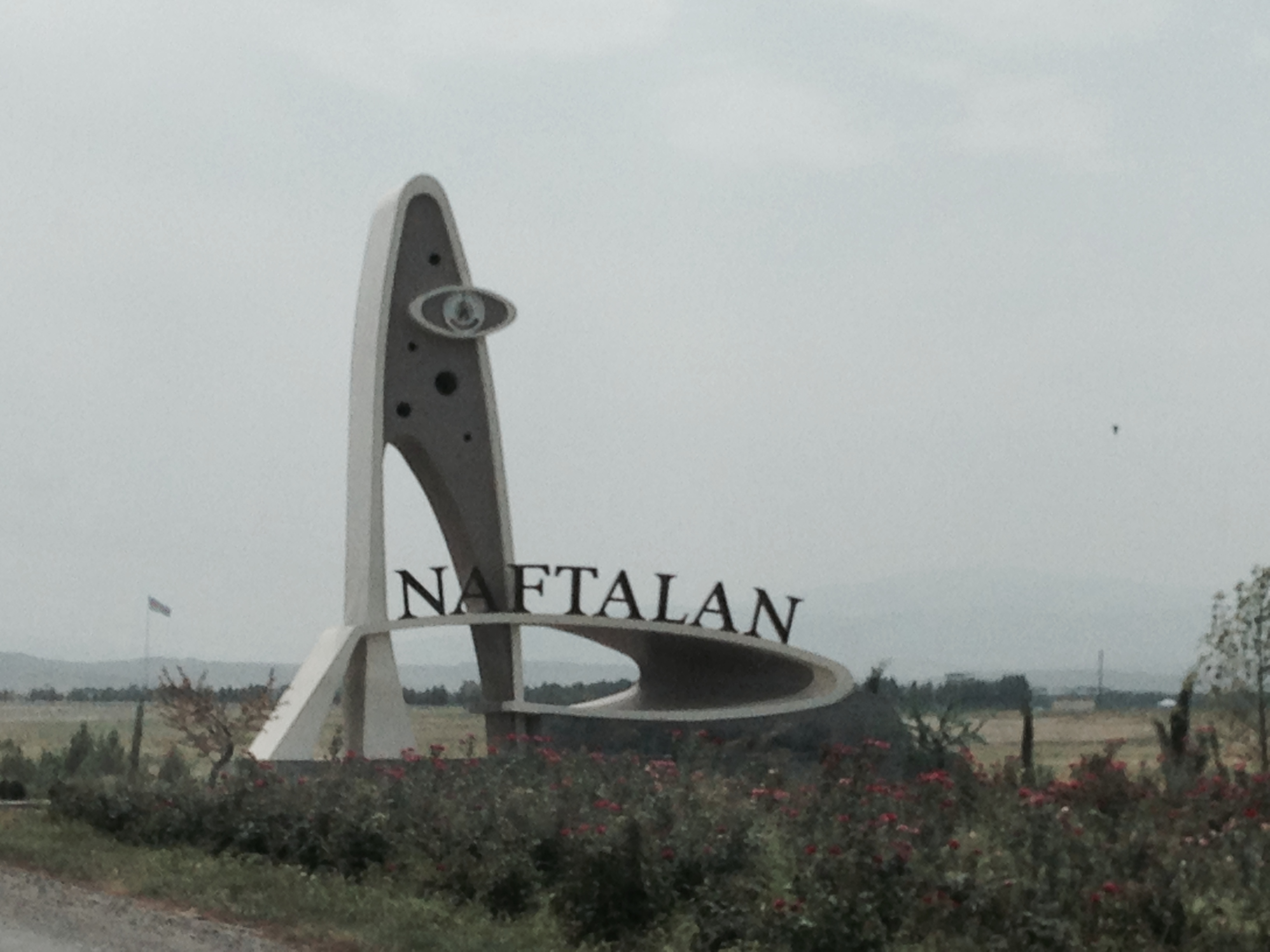
В'їзд до Нафталану

## Органи влади
З проголошенням незалежності Азербайджану керівником місцевої влади є Глава виконавчої влади міста. 
Глави виконавчої влади міста:
- Мусаєв Муса Газі огли — до 25 січня 2010 року
- Асланов Натіг Муса огли — з 25 січня 2010[6]
- Ровшан Ібрагімов — з січня 2018 року.

## Населення
За даними всесоюзного перепису населення 1989 року в Нафталані проживало 7 457 людини.
У 2017 році в Нафталані проживало 9500 осіб

## Міста-побратими
- Л'Егль, Франція[8]
- Єсентуки, Росія

## Пам'ятки
- Краєзнавчий музей.[9]
- Мечеть
- Музей милиць
- Парк Нізамі

## Сучасне становище
У 2017 році спа-готель «Чинар» в місті Нафталан потрапив до списку 11 найкращих санаторіїв у країнах Співдружності Незалежних Держав (СНД).
Нині на території міста є 18 свердловин.